# Federico Vivas
Pour les articles homonymes, voir Vivas.
Federico Nicolás Vivas, né le 21 mai 1996 à Saladillo (province de Buenos Aires), est un coureur cycliste argentin.

## Biographie
En 2013, Federico Vivas est sacré champion d'Argentine de vitesse juniors. L'année suivante, il s'illustre en remportant l'or dans le keirin aux championnats panaméricains juniors. Sur route, il obtient de nombreuses victoires sur le circuit local, grâce à ses qualités de sprinteur. 
Lors de la saison 2015, il est notamment sélectionné en équipe nationale pour disputer des courses de la Coupe des Nations espoirs, sans obtenir de résultats notables. Il se classe toutefois neuvième du Circuito del Porto-Trofeo Arvedi.
En 2018, il devient champion panaméricain sur route espoirs. Durant l'été, il rejoint l'équipe continentale italienne Trevigiani-Phonix-Hemus 1896, en tant que stagiaire. Finalement, il signe avec la formation Amore & Vita-Prodir pour la saison 2019.

## Palmarès sur route

### Par année
- 2014
  - Grand Prix Campagnolo
  - Criterium de Apertura
- 2016
  - Grand Prix Campagnolo
  - 2e du championnat d'Argentine sur route espoirs
  - 2e du Criterium de Apertura
- 2017
  - 5eb (contre-la-montre par équipes) et 8e étapes de la Doble Bragado
- 2018
  -  Champion panaméricain sur route espoirs
  - 1re étape de la Doble San Francisco-Miramar
- 2019
  - 1re et 2e étapes de la Doble Bragado
  - Criterium de Apertura
- 2021
  - 3e de la Doble Media Agua
- 2022
  - 4e étape de la Doble Bragado
  - Criterium de Apertura
- 2023
  - 5e étape de la Doble Bragado

### Classements mondiaux
| Année            | 2018 |
| ---------------- | ---- |
| UCI America Tour | 20e  |

## Palmarès sur piste

### Championnats panaméricains
- 2014
  -  Champion panaméricain du keirin juniors

### Championnats nationaux
- 2013
  -  Champion d'Argentine de vitesse juniors